# 小行星175411
小行星175411（175411 Yilan），臨時編號2006 PC8，是一顆位於小行星帶的小行星。由就讀於廣州中山大學的中國天文愛好者葉泉志和台灣國立中央大學鹿林天文台台長林宏欽於2006年8月12日發現。
該小行星以臺灣東北部的宜蘭縣命名。